# Takayuki Yokoyama
Takayuki Yokoyama (横山 貴之 Yokoyama Takayuki?, nacido el 22 de diciembre de 1972 en Kochi) es un exfutbolista japonés. Jugaba de delantero y su último club fue el Sagawa Express Osaka de Japón.

## Trayectoria

### Clubes
| Club                 | País  | Año         |
| -------------------- | ----- | ----------- |
| Cerezo Osaka         | Japón | 1995 - 1999 |
| Shimizu S-Pulse      | Japón | 2000 - 2002 |
| Sagawa Express Osaka | Japón | 2003        |

## Palmarés

### Títulos nacionales
| Título             | Club            | País  | Año  |
| ------------------ | --------------- | ----- | ---- |
| Copa del Emperador | Shimizu S-Pulse | Japón | 2001 |